# Восканян, Андраник Самвелович
Андрани́к Самве́лович Восканя́н  (арм. Անդրանիկ Սամվելի Ոսկանյան; 11 апреля 1990, Ереван, Армянская ССР, СССР) — армянский футболист, защитник.

## Клубная карьера
Восканян с раннего детства любил футбол. И когда в первом классе в школу пришёл футбольный тренер, Восканян не упустил возможность воспользоваться шансом и начал ходить на тренировки. Свою карьеру начал в футбольной школе «Малатия» (в настоящее время школа в собственности «Бананца»), под руководством Акопа Андреасяна.
С 2008 года выступал за «Мику-2» в Первой лиге.  Спустя два года дебютировал за главную команду в Премьер-лиге. В том году сыграл в 3 матчах. В 2011 году застолбил за собой место в обороне команды, и с этого сезона является основным игроком. В еврокубках сезона 2011/12 был заявлен на оба матча Лиги Европы против норвежской «Волеренги», но на поле не появился, оставшись в запасе. Срок соглашения с клубом истекает в декабре 2012 года.

## Карьера в сборной
В 2011 году главный тренер молодёжной сборной Армении, увидел в Восканяне навыки, которые будут сочетаться в игре молодёжки. 7 июня, того же года, Восканян дебютировал за сборную на отборочный цикл к чемпионату Европы до 21 года. Дебют пришёлся на стартовый матч против молодёжной сборной Черногории, в котором армянская молодёжка нанесла разгромное поражение своим соперникам со счётом 4:1. Всего за молодёжку провёл 4 матча, и все в период 2011 года.
28 февраля 2012 года дебютировал в составе национальной сборной, в матче против сборной Сербии. Восканян появился на поле на 77-й минуте матча, заменив Вараздата Арояна. Матч закончился поражением сборной Армении 0:2.

## Достижения
- Серебряный призёр чемпионата Армении: 2009
- Обладатель Кубка Армении: 2011

## Статистика выступлений
Данные на 2 июня 2012 года
| Клуб             | Сезон            | Чемпионат | Чемпионат | Кубки | Кубки | Еврокубки | Еврокубки | Всего | Всего |
| Клуб             | Сезон            | Матчи     | Голы      | Матчи | Голы  | Матчи     | Голы      | Матчи | Голы  |
| ---------------- | ---------------- | --------- | --------- | ----- | ----- | --------- | --------- | ----- | ----- |
| Мика-2           | 2008             | 8         | 0         | 0     | 0     | 0         | 0         | 8     | 0     |
| Мика-2           | 2009             | 1         | 1         | 0     | 0     | 0         | 0         | 1     | 1     |
| Мика-2           | 2010             | 3         | 3         | 0     | 0     | 0         | 0         | 3     | 3     |
| Всего            | Всего            | 12        | 4         | 0     | 0     | 0         | 0         | 12    | 4     |
| Мика             | 2010             | 3         | 0         | 0     | 0     | 0         | 0         | 3     | 0     |
| Мика             | 2011             | 19        | 0         | 9     | 0     | 0         | 0         | 28    | 0     |
| Мика             | 2012/13          | 11        | 0         | 0     | 0     | 0         | 0         | 11    | 0     |
| Всего            | Всего            | 33        | 0         | 9     | 0     | 0         | 0         | 42    | 0     |
| Всего за карьеру | Всего за карьеру | 45        | 4         | 9     | 0     | 0         | 0         | 54    | 4     |

| № | Дата            | Оппонент | Счёт | Голы Восканяна | Соревнование      |
| 1 | 28 февраля 2012 | Сербия   | 0:2  | 0              | Товарищеский матч |

Итого: 1 матч / 0 голов; 0 побед, 0 ничьих, 1 поражение.
(откорректировано по состоянию на 28 февраля 2012 года)